# Geografia do estado de São Paulo
A Geografia de São Paulo é um domínio de estudos e conhecimentos sobre as características geográficas do território do estado de São Paulo, no Brasil.

O estado de São Paulo ocupa uma área de 248 222,362 km², estendendo-se do litoral ao interior, localiza-se à longitude 49 oeste e latitude 22 sul, com fuso horário -3 horas em relação a hora mundial GMT. Dois terços de seu território ficam a norte do Trópico de Capricórnio. No Brasil, o estado faz parte da região Sudeste, fazendo fronteiras com os estados de Minas Gerais ao norte, Paraná ao sul, Mato Grosso do Sul a oeste e Rio de Janeiro a nordeste. É banhado pelo oceano Atlântico.

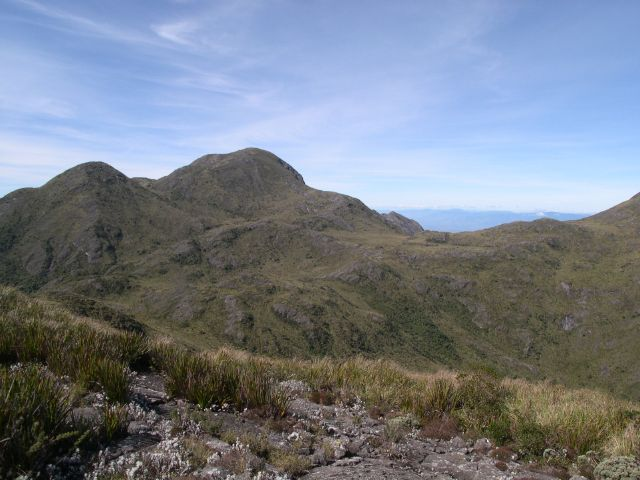
Pedra da Mina, com 2798,39 m de altitude, é o ponto mais alto do estado de São Paulo

O estado de São Paulo apresenta um relevo relativamente elevado, já que 85% de sua superfície está entre trezentos e novecentos metros de altitude. O ponto mais alto do estado é a montanha Pedra da Mina com 2.798,39 metros de altitude.Rio Ribeira de Iguape Tietê, Paranapanema, Grande, rio Mogi-Guaçu, Paraná, Turvo, Pardo, do Peixe, rio Aguapeí, rio Paraíba do Sul e rio Piracicaba são seus rios principais.
O estado de São Paulo está situado sobre um amplo planalto, com cerca de 600 km de extensão no sentido sudeste-noroeste, orlado a leste por uma estreita planície litorânea de aproximadamente 40 km de largura média. A transição entre o planalto e a planície se faz por uma escarpa abrupta, a serra do Mar, com altitude entre 800 m e 1100 m. O planalto desce suavemente para o interior e se divide em três seções: o planalto cristalino, a depressão interior e o planalto ocidental, que formam, ao lado da planície litorânea e da serra do Mar, as cinco unidades morfológicas do estado.

## Geomorfologia

### Planície litorânea

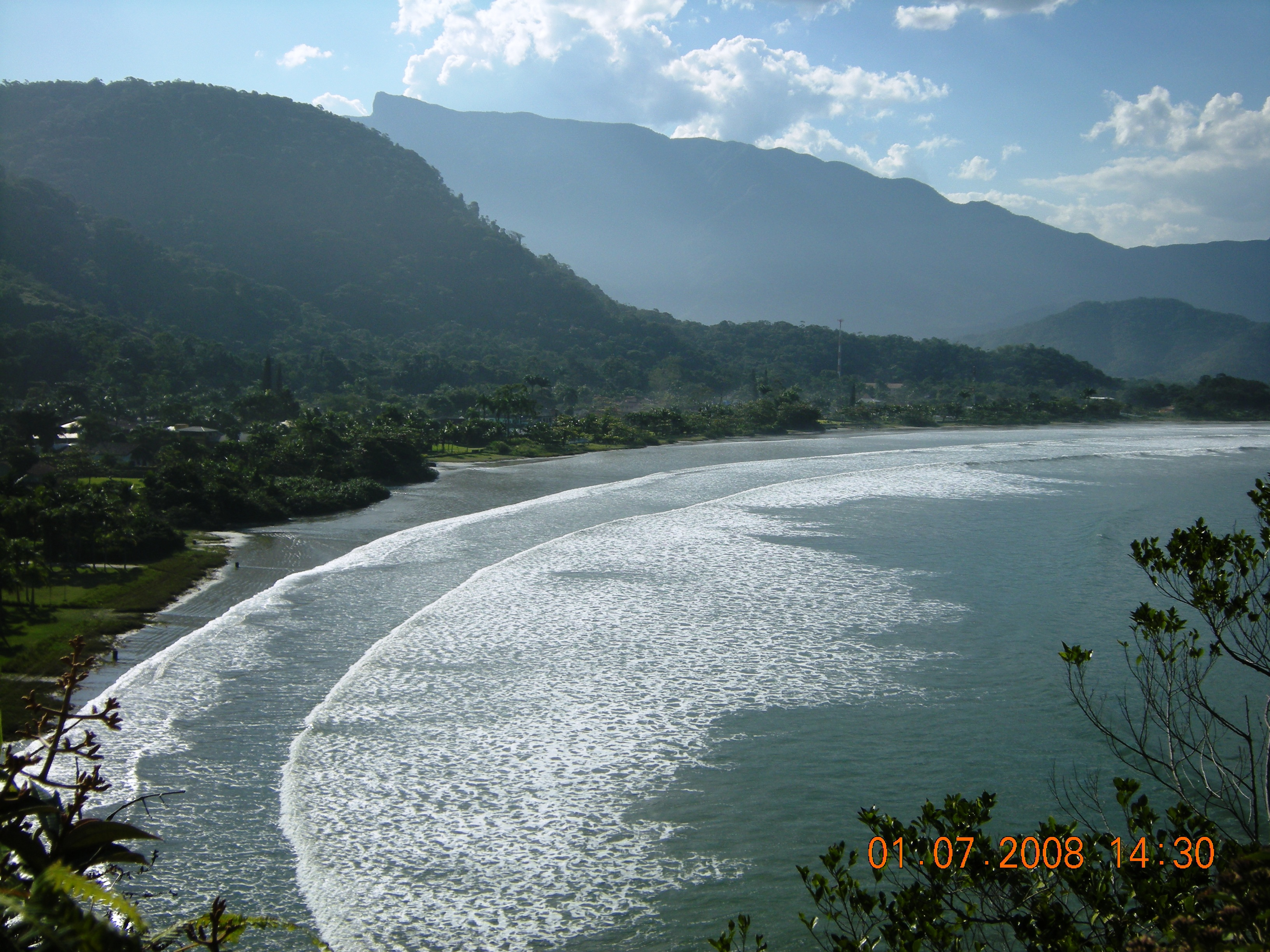
Vista da Serra do Mar em Ubatuba.

A planície litorânea apresenta feições variadas e é relacionada com o litoral de São Paulo. A nordeste de Santos, estreita-se bastante, apertada entre o mar e as escarpas da serra do Mar, que em alguns locais cai diretamente sobre o oceano. Para oeste, dilata-se progressivamente até atingir, no vale do rio Ribeira do Iguape, sua maior largura (60 km). Alguns maciços isolados, de que são exemplo as elevações que dominam a cidade de Santos, erguem-se da planície. Esta é constituída de baixadas fluvio-marinhas recentes, resultantes da colmatagem (aterramento) de antigos golfões. A baixada santista ocupa um desses golfões ainda não preenchido inteiramente pela sedimentação. Em consequência, é cortada por conjunto de canais que forma verdadeiro labirinto em torno das ilhas de Santo Amaro e São Vicente.

### Serra do Mar
A serra do Mar, rebordo do planalto, forma uma faixa de terrenos acidentados, interposta entre a planície e o planalto. De Santos até ao limite com o estado do Rio de Janeiro, apresenta-se uma escarpa contínua, formando majestoso paredão que desce quase verticalmente da beira do planalto sobre a planície litorânea ou sobre o mar. Foi essa a seção do rebordo do planalto a que aplicou inicialmente o nome de serra do Mar. De Santos até a divisa com o estado do Paraná, transforma-se numa sucessão de estreitos vales e cristas montanhosas, resultantes do trabalho de erosão do rio Ribeira do Iguape e seus afluentes sobre as rochas menos resistentes dessa porção do planalto.

### Planalto cristalino

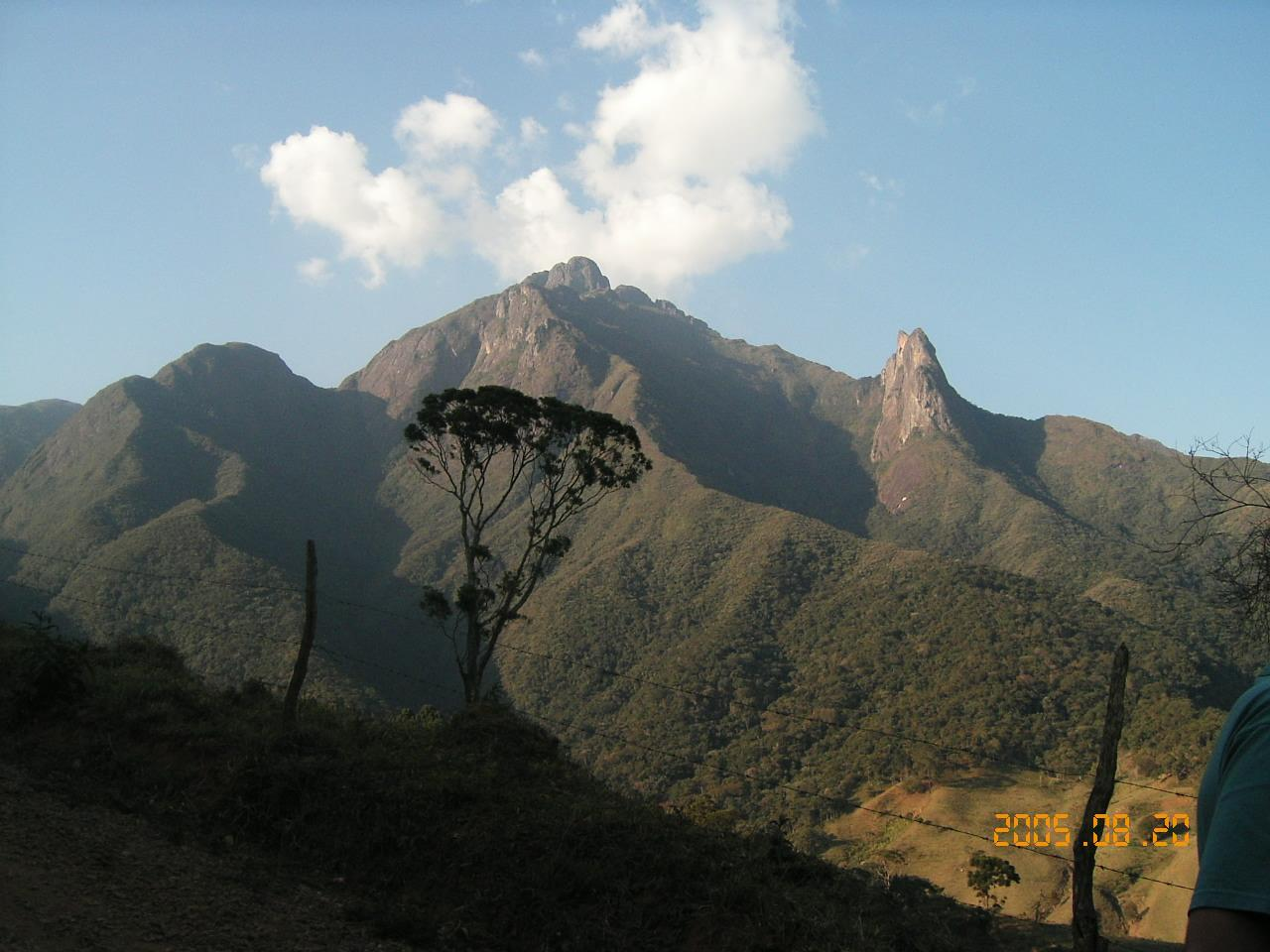
Vista do Pico dos Marins, na Serra da Mantiqueira.

Acima do escarpamento da serra do Mar desenvolvem-se as suaves ondulações do planalto cristalino, assim chamado por ser talhado em rochas cristalinas antigas (gnaisses e granitos). Essa unidade do relevo ocupa a porção sul-oriental do planalto paulista. Sua topografia regular se desdobra em amplo conjunto de colinas, entre as quais serpenteiam vales rasos e largos. A esses traços gerais acrescentam-se ainda algumas outras feições de relevo ligadas ao planalto paulista. A mais importante é a serra da Mantiqueira, cujo traçado em forma de uma grande crescente corresponde aproximadamente à divisa com o estado de Minas Gerais. O rebordo da Mantiqueira constitui o rebordo do planalto sul-mineiro, que domina o planalto cristalino paulista com altitudes superiores a 1 200 m.
Além da Mantiqueira, o planalto cristalino apresenta algumas cristas montanhosas, que correspondem  a faixas de rochas mais resistentes (metamórficas algonquianas) e podem ser classificadas como montanhas baixas. O planalto cristalino paulista, compreende, também, parte do vale do Paraíba, grande depressão alongada que se estende até o território do atual estado do Rio de Janeiro, na forma de um corredor entre as serras do Mar e da Mantiqueira. Finalmente, erguem-se sobre as serras do Mar e da Mantiqueira dois maciços montanhosos, respetivamente os maciços da Bocaina (2085m no morro Tira-Chapéu) e a Pedra da Mina (2.798,98 m), a mais alta montanha do estado de São Paulo.

### Depressão Periférica Paulista
A quarta unidade de relevo do estado é a depressão interior, que se estende a oeste do planalto, na forma de um grande arco cuja concavidade se volta para o interior. Sua superfície, que se encontra acima de 200m abaixo do nível geral do planalto cristalino e do planalto ocidental, assinala o afloramento de rochas sedimentares antigas, paleozoicas, relativamente menos resistentes à erosão que as formações dos planaltos vizinhos. A oeste da depressão interior ergue-se o rebordo do planalto ocidental, uma escarpa abrupta com cerca de 200 m de desnível, com penhascos cortados em formações basálticas: é a chamada serra Geral, que do norte do estado de São Paulo se prolonga até o Rio Grande do Sul.

### Planalto Ocidental Paulista

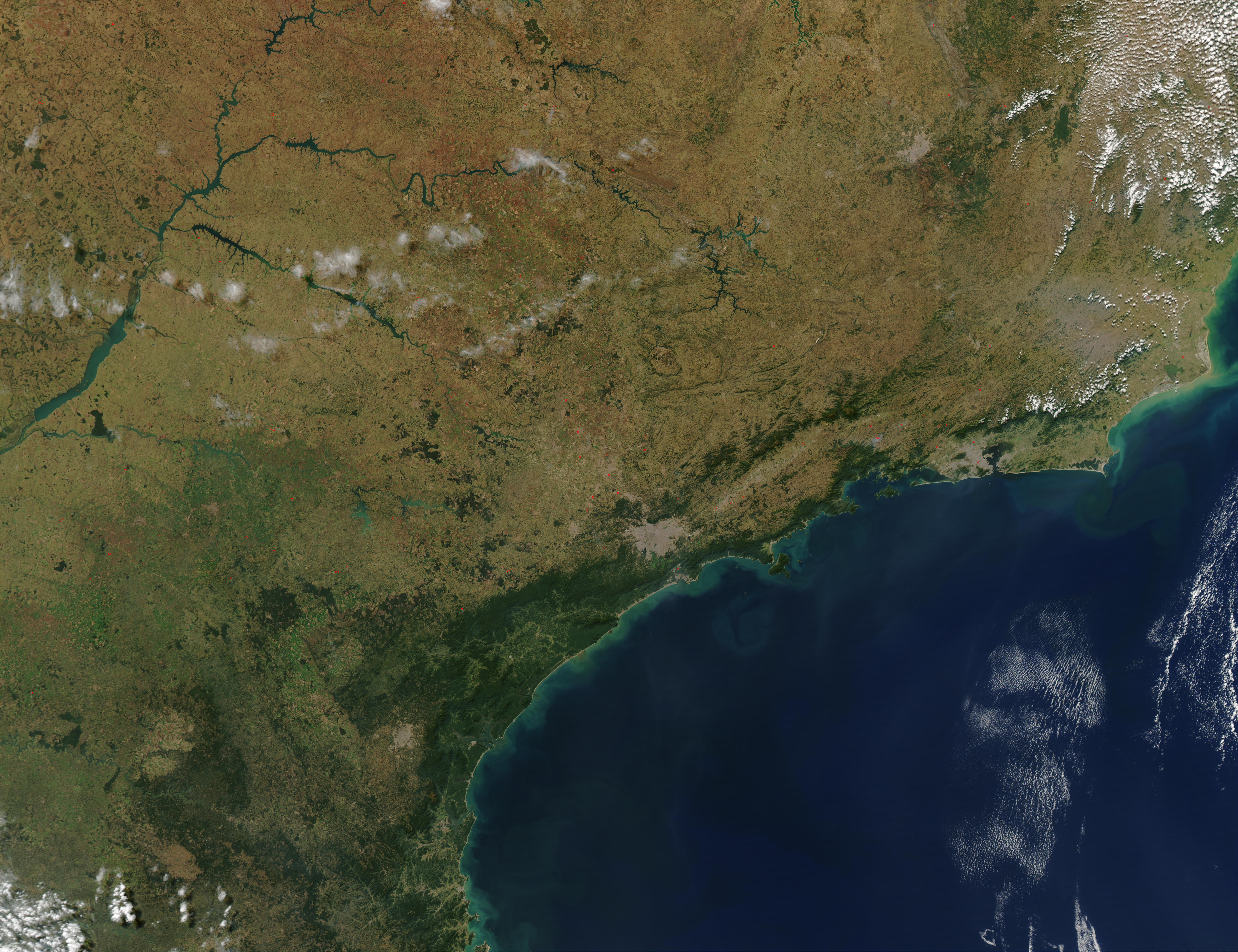
Imagem de satélite mostrando todo o território paulista e parte dos estados de Minas Gerais, Rio de Janeiro, Paraná e Mato Grosso do Sul.

Aí se inicia a mais extensa unidade morfológica de São Paulo, o planalto ocidental, que ocupa aproximadamente metade do território do estado caindo de 700m de altitude a leste, para 300 m a oeste. Exibe assim a feição de uma cuesta, cuja frente ou rebordo é a serra Geral. O arcabouço geológico da cuesta é formado por estratos de basalto, cobertos por formações areníticas que se intercalam entre eles. Por essa razão, as formações basálticas afloram com reduzida frequência no estado de São Paulo e são observadas apenas nos fundos dos vales e ao longo da serra Geral, ou em manchas esparsas. A extensão e a distribuição dos afloramentos de basalto alcançam certa importância econômica, já que é da decomposição desta rocha que se originam os solos de terra roxa. Nesse particular, São Paulo difere radicalmente do Paraná, onde o planalto ocidental é inteiramente recoberto por formações basálticas.
O dorso do planalto ocidental tem topografia bastante regular, mas os rios que o drenam, afluentes da margem esquerda do Paraná, sulcaram-no profundamente com seus vales, dividindo-o em numerosos compartimentos alongados no sentido sudeste-noroeste, denominados espigões. Em consequência da conformação de seu relevo, o estado tem cerca de 85% de sua área acima de 300m e abaixo de 900m; 8% abaixo de 300m; e 7% acima de 900m. As terras situadas abaixo de 300m correspondem à baixada litorânea; as demais, ao planalto. A pequena parcela que ultrapassa 900m de altitude corresponde aos trechos mais elevados do planalto, situados junto a sua margem oriental (serra do Mar e porções paulistas da Mantiqueira).

## Clima

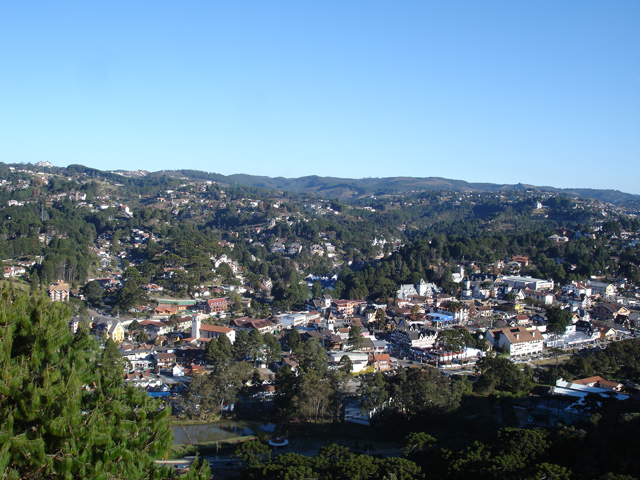
Campos do Jordão, um dos municípios mais frios do Brasil.

Tipos climáticos de São Paulo.

Seu clima varia entre o tropical, na região norte do estado, tropical de altitude, em boa parte do centro do estado, no Vale do Paraíba e nas serras da da Bocaina e da Mantiqueira (nesta última, foi registrada a mínima absoluta do estado, na cidade de Campos do Jordão: -7,3 °C, em 1 de junho de 1979.), e subtropical, na região sul do estado e no Planalto Paulista.
Seis modalidades climáticas do sistema de classificação de Köppen ocorrem em São Paulo: os tipos Af, Aw, Cfa, Cfb Cwa e Cwb. Os tipos Af e Aw correspondem às partes mais baixas do estado. O clima Af, tropical superúmido com chuvas bem distribuídas durante o ano, domina a baixada litorânea e as baixas encostas da serra do Mar. As temperaturas médias anuais são superiores a 20 °C e a pluviosidade excede 2000 mm.
O clima Aw, tropical, subúmido com chuvas de verão e invernos secos, caracteriza a maior parte do planalto ocidental, cobrindo-lhe a parte setentrional. Mais ao sul ocorrem as temperaturas mais baixas, sobretudo no inverno, o que impede a inclusão dessa região do planalto ocidental ao tipo Aw. A temperatura anual excede também 20 °C, mas a pluviosidade é mais reduzida do que o tipo anterior (entre 1000 mm e 1250 mm).
Os demais tipos climáticos do estado, Cwa, Cwb, correspondem ao clima tropical de altitude e são registrados nas porções mais elevadas do centro do estado  e os climas Cfa e Cfb, correspondem ao clima subtropical e são registrados no planalto paulista e no sul do estado, a temperatura média anual oscila entre 17 °C e 20 °C, e a pluviosidade, entre 1.250mm e 2.000mm.
O tipo Cwa, mesotérmico com verões quentes e chuvosos e invernos secos, ocorre imediatamente ao norte do tipo Cfa, formando uma faixa que atravessa o estado em seu centro. A temperatura anual é a mesma do tipo anterior, mas a pluviosidade não ultrapassa 1250 mm. Os tipos Cfa e Cwa passam a Cfb e Cwb, isto é, a climas com verões frescos, nas porções mais elevadas.
De modo geral, outono e primavera são estações de transição e, por esta razão, particularmente sujeitas a tempestades severas e ocasionalmente tornados. Um estudo desenvolvido na Universidade Estadual de Campinas (Unicamp) mostra que o estado de São Paulo lidera o ranking de registros de tornados no país e inclui a Região de Campinas na rota de risco para este tipo de ocorrência. A ocorrência de neve, por sua vez, é muito rara, mas já foi registrada em Campos do Jordão e também há relatos de que o fenômeno tenha ocorrido em vários pontos do sul do estado.

## Vegetação

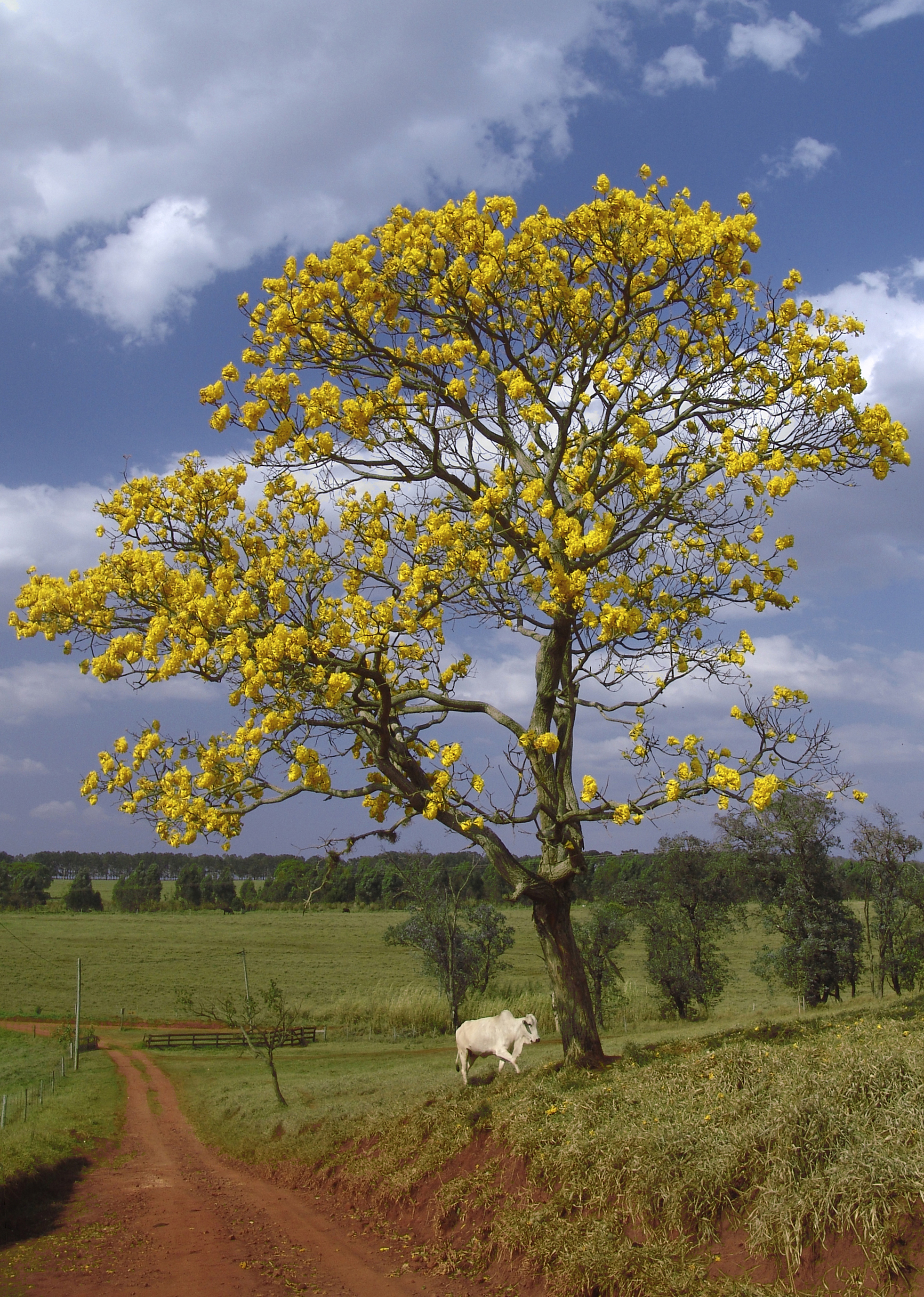
Ipê-amarelo-cascudo (Tabebuia chrysotricha) em Avaré, árvore típica do cerrado, bioma presente em parte do território paulista.

Pouco resta atualmente da primitiva cobertura vegetal do estado de São Paulo. A abertura de campos de cultivo, a formação de paisagens artificiais e o uso da madeira como combustível ou como matéria-prima levaram a uma quase completa destruição das florestas paulistas. Essa cobertura florestal revestia outrora cerca de 82% da área estadual; atualmente subsistem florestas em áreas impróprias para pastagens e culturas (como nas encostas íngremes das serras do Mar e da Mantiqueira), ou ainda não incorporadas à economia agropastoril (como algumas porções do extremo oeste).
Nessas áreas, onde se fez sentir com menos intensidade a interferência humana, ainda é possível observar as características originais da floresta e reconhecer a marca de sua diferenciação regional. Ao longo da costa e no rebordo do planalto, graças à elevada pluviosidade, a floresta se apresentava como uma mata densa, perene e muito rica em epífitas e lianas.
No interior do planalto, a umidade mais reduzida resultava no desenvolvimento de uma mata semidecídua, onde contrastavam as formações desenvolvidas em solos de arenito com as formações mais exuberantes, dos solos de terra roxa. Nos trechos mais elevados da Mantiqueira e da Bocaina, a floresta assumia caráter mais subtropical, assinalado pela presença do pinheiro-do-paraná (araucária). A mata de pinheiros aparecia, também, em manchas dispersas no leste do estado, das quais a maior situava-se nas proximidades de Botucatu.
Outros tipos de vegetação existiam em São Paulo. Campos cerrados (10% da superfície total) formavam manchas dispersas no interior do planalto, sobretudo na margem oriental do planalto ocidental e na depressão interior. A sul dessa última, aparecia, como ainda hoje aparece, a extremidade setentrional dos Campos Gerais do Paraná, ocupando 1,3% da área estadual.

## Hidrografia

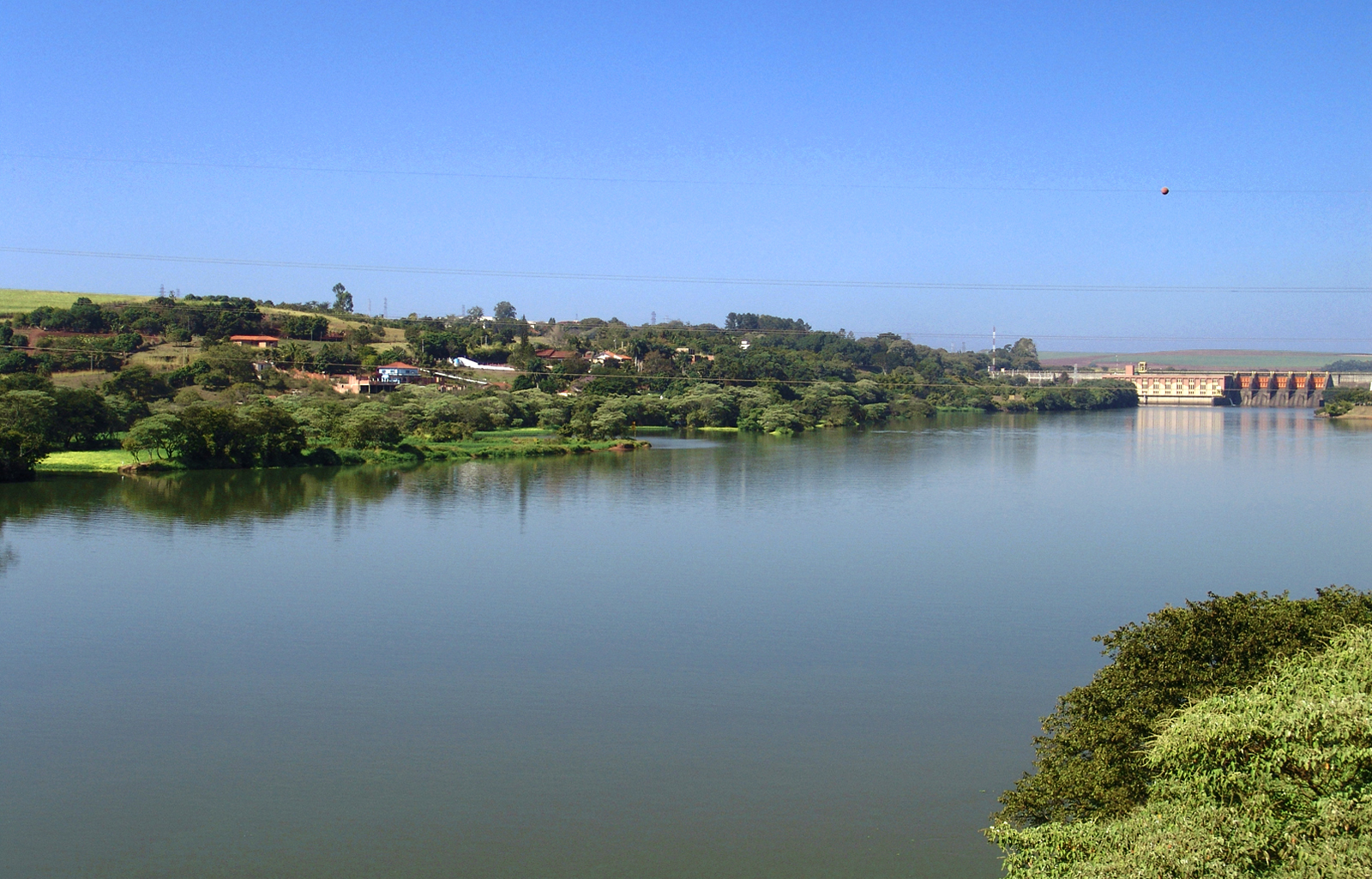
O rio Tietê percorre todo o território paulista ao longo de seu percurso, de sudeste a noroeste.

Os principais rios são: Ribeira de Iguape, Tietê, Paraná, Paranapanema, Grande, Turvo, do Peixe, Paraíba do Sul, Piracicaba, Pardo, Mogi-Guaçu, Jacaré-Pepira e Jacaré-Guaçu.
Um dos principais rios que atravessa o estado, o Tietê, faz parte da Bacia Tietê-Paraná. O Tietê é conhecido mais por sua poluição ambiental, mas é um dos mais economicamente importantes.
A rede de drenagem de São Paulo pertence quase integralmente à bacia do rio Paraná. Apenas uma estreita faixa de terra, na qual se incluem a baixada litorânea e uma pequena parte do planalto cristalino, corre para a vertente atlântica.

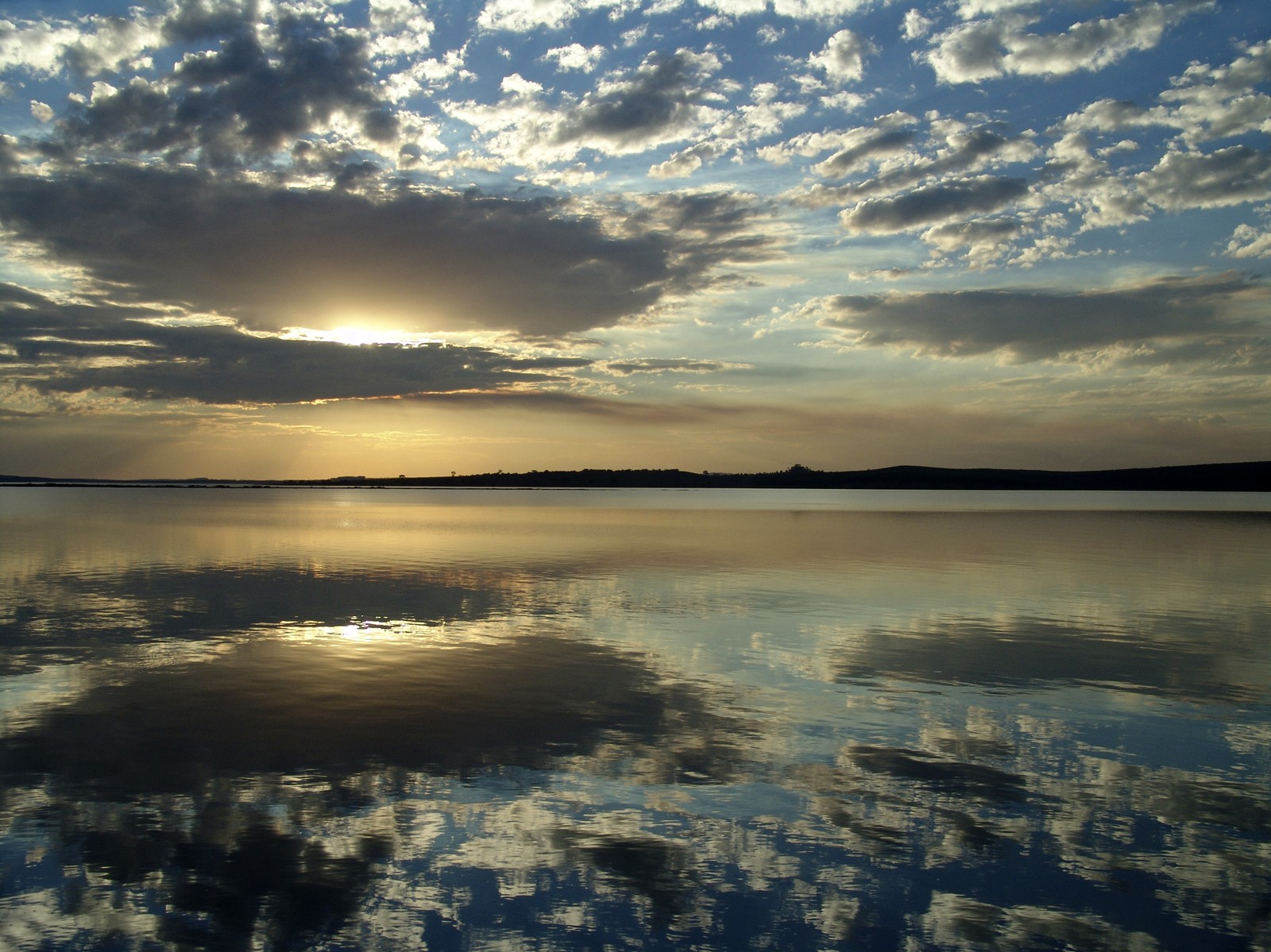
O Rio Paranapanema, uma divisa natural dos estados de São Paulo e Paraná.

Os rios da bacia do Paraná abrangem o próprio rio Paraná, que forma a divisa de São Paulo com Mato Grosso do Sul, e seus afluentes da margem esquerda — o Paranapanema (na divisa com o estado do Paraná), o Peixe, o Aguapeí e o Tietê, além do Grande, formador do Paraná. Os rios Paranapanema e Tietê têm suas nascentes junto à serra do Mar e atravessam os três compartimentos do planalto antes de alcançarem o Paraná.
A vertente atlântica compreende, em geral, apenas pequenos rios que descem da serra do Mar e atravessam a planície litorânea em direção ao oceano. Apenas dois rios desse grupo alcançam maior extensão, penetrando com suas cabeceiras no seio do planalto cristalino; são eles o Ribeira do Iguape e o Paraíba do Sul. Este último corre em direção ao nordeste e penetra no estado do Rio de Janeiro, onde se situa a maior parte de seu curso.
Predomina no estado o regime tropical: os rios enchem no verão e reduzem sua descarga no inverno, período de estiagem. No planalto, a construção de numerosas barragens para a produção de energia elétrica tem contribuído para a regularização das descargas fluviais, melhorando inclusive as condições de navegabilidade da alta bacia do Paraná.
Um dado interessante é que grande parte das divisas do estado são fluviais, isto é, são demarcadas por rios.